# Sarah Gavron
Sarah Gavron (20 de abril de 1970) es una directora de cine británica.

## Biografía
Gavron es la hija del editor y filántropo Robert Gavron y de la política laborista Nicky Gavron, quien fuera vicealcalde de Londres del 2002 al 2008.
Gavron asistió a la Escuela de Señoritas Camden. Se graduó en la Universidad de York con un título de Bachelor of Arts en inglés en 1992 y obtuvo una maestría en cine en el Edinburgh College of Art cuando estaba asociado con la Universidad Heriot-Watt. Luego trabajó para la BBC durante tres años. Continuó estudiando dirección de cine en la Escuela Nacional de Cine y Televisión del Reino Unido en Londres. El actor Rafi Gavron es el hijo de su medio hermano, Simon Gavron.

## Carrera
Gavron comenzó su carrera como directora de cine realizando documentales, una especialidad que parecía "más accesible en aquel momento", pero volvió a su vocación de la narración cinematográfica y su deseo de contar historias.
Gavron hizo su debut en el cine en 2007 con una adaptación de la novela de Monica Ali, Brick Lane.
En 2015 dirigió la película Suffragette acerca de una suffragette de clase trabajadora interpretada por Carey Mulligan. La película fue adquirida por Focus Features en marzo de 2015. El film fue premiado en el Festival de Cine Telluride en 2015.

## Filmografía
- The Girl in the Lay-By (2000)
- Losing Touch (2000)
- This Little Life (2003) (TV)
- Brick Lane (2007)
- Village at the End of the World (2013)
- Suffragette (2015)

## Premios y nominaciones
Sarah Gavron fue nominada para los Premios BAFTA y los British Independent Film Awards como Mejor Director en 2007 por Brick Lane. La película obtuvo un Silver Hitchcock y Mejor Guion en el Festival Dinard de Cine Británico. Recibió el Tangerine Entertainment Juice Award del Festival Internacional de Cine de Hamptons por su película Suffragette, así como el Audience Award (Mind the Gap) del Festival de Cine de Mill Valley, por la misma película.
Festival Internacional de Cine de San Sebastián
| Año  | Categoría     | Película   | Resultado |
| ---- | ------------- | ---------- | --------- |
| 2007 | Premio CICAE  | Brick Lane | Ganadora  |
| 2019 | Premio Signis | Rocks      | Ganadora  |